# かめはめ波

イメージイラスト1

かめはめ波（かめはめは）とは、鳥山明の漫画『ドラゴンボール』に登場する架空の技である。

## 概要
亀仙人が編み出した、体内の潜在エネルギーを凝縮させて一気に放出させる技。孫悟空の得意技であり、作品を代表する技のひとつである。亀仙人によれば、この技を会得するには50年の修行が必要とされるが、悟空は威力こそ大きく劣るものの見よう見まねで放った。やがてヤムチャやクリリン、孫悟飯、孫悟天といった多くの戦士たちも使い手となった（その他の使い手は#主な使い手参照）。
本編での初披露は、「亀仙人のかめはめ波!!」にて亀仙人がフライパン山の火事を消すために放ったものであり、攻撃技としてではなかった。なお、この際に火事は消えたものの、凄まじいパワーで同時にフライパン山も吹き飛んだ。
名前の由来はハワイ王国のカメハメハ大王から。鳥山が技の名前を考えていたとき、鳥山の妻であるみかみなちが提案したものを、「ばかばかしくて亀仙人らしい」と採用した。

## 構え

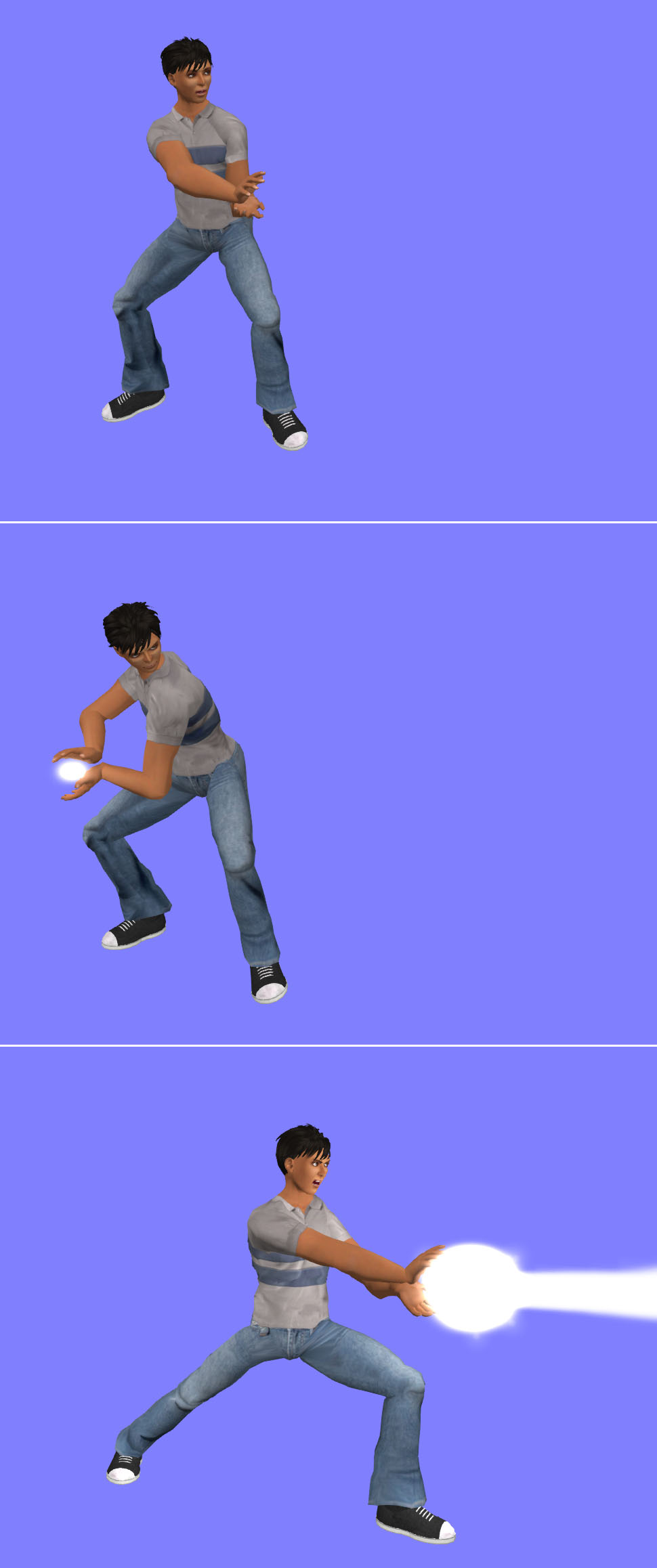

1. か　…　両手首を合わせて手を開いて、体の前方から腰にもっていく（ここで「か」と発音）
2. め　…　腰付近に両手を持っていきながら（ここで「め」と発音）
3. は　…　体内の気を集中させ（このときに「は…め…」とゆっくり発音）
4. め　…　両手を完全に後ろにもっていて、溜めにより気が満ちた状態。
5. 波　…　気功波として両手から対象に向けて放つ（「はー！」と叫びつつ一気に放つ）

掛け声は間違っていたり、発しなくても撃つことはできる。忙しい時は「波!!」だけの時も。後述の通り発射後の射角変更が可能だが、基本的には対象に向けて一直線に放つビームとしての性質を持つ。
足を大きく広げ腰を落とす型が基本だが、両手を使わず片手だけ、手の代わりに足からでも、かめはめ波を撃つことができ、第23回天下一武道会で孫悟空が足でかめはめ波を放った際には、技を編み出した亀仙人も驚いていた。また上記の構えでなくても、かめはめ波とされている技もある。熟練すると、発射した気功波を自分の意思で曲げることができるようになる。込める気の度合いにより段階的に威力の大きさが示されたり、前述の足から放った場合のように応用技、変形技が多いのも特徴のひとつである。
鶴仙流のどどん波など、同様の原理の技は作中に多数登場。このことから、かめはめ波は亀仙流独自の型による、数ある気功波放出法のひとつといった位置づけにある。

## 主な使い手

### 亀仙流
- 亀仙人 / 武天老師（ジャッキー・チュン）
- 孫悟飯 (孫悟空の育ての親)
- 孫悟空
- ヤムチャ
- クリリン

### その他の使い手
- 天津飯
- 孫悟飯
- 孫悟天（初使用時「かめかめ波」と間違えていた）
- セル
- 魔人ブウ

### アニメ、ゲームなどで使用
- セルジュニア（ゲームで使用）
- トランクス（現代）（アニメのオープニングや劇場版で使用）
- ゴテンクス
- ベジット
- パン
- ウーブ
- ゴジータ
- ゴクウブラック（ドラゴンボール超）
- ニセ悟空（ゲーム）
- ミラ

ゲーム『超ドラゴンボールZ』では、通常はかめはめ波を使用できないキャラクターにも会得させることができる。

### ギャリック砲使用者
「ギャリック砲」という、「かめはめ波」と原理は同じ技の使用者。「かめはめ波」という名称は原作では使用しないが、ゲームオリジナルストーリーなどで使用される場合がある。
- ベジータ
- ベジータ王（ゲームで使用）
- ターブル（ゲームで使用）
- キャベ（類似の技を使用）
- トランクス（未来）（『超』で使用）
- セル（アニメで使用）
- ベジータベビー

## バリエーション・応用技
原作で名前が付いているのはかめはめ波最大出力、かめはめ波がえし、超かめはめ波のみ。名称はほとんどゲーム作品からとなる。同一の技でも媒体によって名前が異なるものがあるため、その場合は併記する。

### 孫悟空によるバリエーション・応用技
かめはめ波がえし
第21回天下一武道会でジャッキー・チュンに対して使用。かめはめ波をかめはめ波でかき消した技。
逆かめはめ波 / ラッシュかめはめ波 / かめはめアタック
第22回天下一武道会でクリリンおよび天津飯に対して使用。相手と逆の向きにかめはめ波を放ち、その反動で体当たりをする。
曲がるかめはめ波 / 誘導かめはめ波
ピッコロ大魔王に対して使用。手のひらに残った気功の尾を使って操る。
足でかめはめ波 / 足からかめはめ波 / 足かめはめ波
第23回天下一武道会でマジュニアに対して使用。ロケット噴射のようにかめはめ波を足から放ち、相手に向かって突撃する。両手が自由になる利点がある。
連続かめはめ波
ナメック星に行く宇宙船内での修行で使用。かめはめ波を連続で放つ。
フェイントかめはめ波 / 連気弾 / 配置かめはめ波
フリーザに対して使用。海中でかめはめ波を2発放って時間差で上空に飛ばし、相手が気を取られているうちに攻撃する。
瞬間移動かめはめ波
セルに対して使用。瞬間移動で相手の目の前に現れ、かめはめ波を放つ。アニメ『Z』199話では「逃すな勝利!! 決めろ超速かめはめ波」というタイトルで技名が紹介された。
10倍かめはめ波
超サイヤ人4の状態で使用。アニメで使用。
パーフェクトかめはめ波
ファミリーコンピュータソフト『ドラゴンボール 神龍の謎』で使用。後述のスーパーかめはめ波を上回る威力。
大かめはめ波
PCエンジンソフト『ドラゴンボールZ 偉大なる孫悟空伝説』で使用。
連撃波
PCエンジンソフト『ドラゴンボールZ 偉大なる孫悟空伝説』で使用。連続攻撃の後にかめはめ波を放つ。
怒りのかめはめ波
原作で使用。名称は『ドラゴンボールZ Sparking! NEO』より。爆発寸前のナメック星でフリーザに片手で放った。
本場のかめはめ波
原作で使用。超サイヤ人3状態で魔人ブウ（純粋）に放った。この時の「こっちは本場のかめはめ波だ」という台詞からゲーム内でもこの名称が使用された。
限界突破かめはめ波
超サイヤ人ゴッドの状態で使用。『カカロット』ではかめはめ波系の最終強化版として登場している。
ゴッドかめはめ波
超サイヤ人ゴッド超サイヤ人の状態で使用。

#### 超かめはめ波・スーパーかめはめ波
同様の技名だが別物である。
超かめはめ波
原作で初使用。第23回天下一武道会でマジュニアに対して放った。神様との修行によりパワーアップしたかめはめ波。以降は「超かめはめ波」の呼称は使われていない。
スーパーかめはめ波
ファミリーコンピュータソフト『ドラゴンボール 神龍の謎』で使用。通常のかめはめ波の5倍の威力。
『ドラゴンボールZIII 烈戦人造人間』『ドラゴンボールZ外伝 サイヤ人絶滅計画』では超サイヤ人の状態で使用するものがこう呼ばれる。
超（スーパー）かめはめ波 / 超気功弾
超サイヤ人の状態で使用。劇場版『ドラゴンボールZ とびっきりの最強対最強』で使用。かめはめ波は体内のエネルギーを放出する技なので、使う本人の戦闘力が上がるほど威力が増大する。そのため通常の悟空のかめはめ波よりもはるかにパワーアップしている。

#### 界王拳との併用
それぞれ技名の倍数の界王拳を使った状態でのかめはめ波。
3倍界王拳かめはめ波 / 限界突破かめはめ波
ベジータに対して使用。
4倍界王拳かめはめ波
ベジータに対して使用。
20倍界王拳かめはめ波
フリーザに対して使用。

### 亀仙人によるバリエーション・応用技
かめはめ波最大出力（かめはめはマックスパワー） / MAXパワーかめはめ波
亀仙人（ジャッキー・チュン）が第21回天下一武道会決勝で使用。体の筋肉をフルに使った技。月を破壊する威力と射程を持つ。
元祖かめはめ波
亀仙人が使用。

### クリリンによるバリエーション・応用技
ダブル気砲 / 追尾気功波 / ダブルかめはめ波
第23回天下一武道会でマジュニアに対して使用。相手の気を察知して、当たるまで追い続ける。
拡散弾 / 拡散エネルギー波 / 拡散気功波 / 拡散かめはめ波 / 流星気功弾
原作では栽培マンとベジータ、ナッパに対して使用。両手から気を放ち、上空で分裂させて下にいる複数の相手に向かって攻撃する。『ドラゴンボール超』では、復活したフリーザが連れてきた部下たちにも使用している。

### 孫悟飯によるバリエーション・応用技
モーションキャンセル超かめはめ波
ゲームで使用。セルゲームでセルのかめはめ波を破った超かめはめ波。
爆裂ラッシュ
アルティメット悟飯の状態で使用。連続攻撃の最後に超かめはめ波を放つ。
アルティメットかめはめ波
アルティメット悟飯の状態で使用。
超グレートサイヤマンビーム
『ドラゴンボール超』で使用。グレートサイヤマンに変身した状態で、ワタガッシュに寄生されたバリー・カーンに放ったかめはめ波。

### セルによるバリエーション・応用技
超級かめはめ波
PCエンジンソフト『ドラゴンボールZ 偉大なる孫悟空伝説』で使用。
地球破壊かめはめ波
ゲームで使用。地球を破壊するほどの全力のかめはめ波を悟飯に放ったが、悟飯の超かめはめ波に負ける。
太陽系破壊かめはめ波 / パーフェクトかめはめ波
ゲームで使用。自爆から再生したセルが放った太陽系を破壊するほどのかめはめ波。
ダークかめはめ波
『ドラゴンボールヒーローズ』シリーズでミラ、セルが使用。

### ゴジータ・ベジットによるバリエーション・応用技
ファイナルかめはめ波
ゲームで使用。ゴジータ・ベジットが共に使用。「かめはめ波」とベジータの「ファイナルフラッシュ」の融合技。
ベジータの「ファイナルフラッシュ」の構えから「かめはめ波」の構えに移行し、気功波を放つ｡
『ドラゴンボール超』本編にて超サイヤ人ブルー状態のベジットが合体ザマスに向けて繰り出した｡
ビッグバンかめはめ波
アニメで使用。ゲームでは超サイヤ人の状態でも使用。ゴジータが使用。「かめはめ波」とベジータの「ビッグバンアタック」の融合技。
ベジータの「ビッグバンアタック」の構えのように手を前に出してから、気功波を放つ｡
『ドラゴンボールGT』本編にて超サイヤ人4状態のゴジータが超一星龍に向けて繰り出した｡
100倍ビッグバンかめはめ波
超サイヤ人4の状態で使用。ゲームで使用。ゴジータが使用。「ビッグバンかめはめ波」の威力を100倍にして繰り出す究極技。
全力ビッグバンかめはめ波
超サイヤ人4の状態で使用。ゲームで使用。ゴジータが使用。
ブラフかめはめ波
超サイヤ人4の状態で使用。アニメで使用。攻撃ではない完全な遊び技。かめはめ波を放つと見せかけてクラッカーを破裂させる。5人（ゲームでは2人）に分身して使用。一部ゲームでは分身せず使用する。ゴジータが使用。

### その他使用者のバリエーション・応用技
大きなかめはめ波
ファミリーコンピュータソフト『ドラゴンボール3 悟空伝』でニセ悟空が使用。
どどはめ波
PlayStation 2ソフト『ドラゴンボールZ2』でヤム飯が使用。

ブラックかめはめ波 / 超ブラックかめはめ波
ゴクウブラックが使用。黒い気に染まったかめはめ波を放つ。後者は一部のゲーム作品においては相手を殴り飛ばしてから追撃に使用する。
ブラックかめはめ波・ロゼ
超サイヤ人ロゼの状態でゴクウブラックが使用。
ねこはめ波
ネコマジンたちが使うかめはめ波。

### 合体技
原作のセル戦でも使用された親子かめはめ波以外は、アニメ・ゲームオリジナル技。
二人の合体技
基本的に（注意書きの無い限り）、2人で放つかめはめ波。原理は同じ技のギャリック砲も含む。
| 技名             | 使用者・組み合わせ | 使用者・組み合わせ | 使用作品     | 備考   |
| ---------------- | ------------------ | ------------------ | ------------ | ------ |
| 親子かめはめ波   | 孫悟空             | 孫悟飯             | 原作：セル戦 | [注 5] |
| 兄弟かめはめ波   | 孫悟天             | 孫悟飯（青年）     | ゲーム[25]   |        |
| 超絶かめはめ波   | 孫悟空             | 孫悟飯（青年）     | ゲーム       |        |
| んちゃはめ砲     | ゴテンクス         | 則巻アラレ         | ゲーム[26]   | [注 6] |
| 親子ギャリック砲 | ベジータ           | トランクス（未来） | アニメ『超』 | [注 7] |
三人の合体技
基本的に（注意書きの無い限り）、3人で放つかめはめ波。原理は同じ技のギャリック砲も含む。
| 技名                                    | 使用者・組み合わせ | 使用者・組み合わせ | 使用者・組み合わせ | 使用作品   | 備考    |
| --------------------------------------- | ------------------ | ------------------ | ------------------ | ---------- | ------- |
| 師弟かめはめ波                          | 孫悟空             | クリリン           | 亀仙人             | 劇場版[27] |         |
| かめはめ乱舞                            | 孫悟空             | クリリン           | ヤムチャ           | ゲーム[28] | [注 8]  |
| 親子三大かめはめ波 / トリプルかめはめ波 | 孫悟空             | 孫悟飯（青年）     | 孫悟天             | 劇場版     | [注 5]  |
| 親子三代かめはめ波                      | 孫悟空             | 孫悟飯（少年）     | バーダック         | ゲーム[29] | [注 9]  |
| 臨界突破かめはめ波                      | 孫悟空             | 孫悟飯（青年）     | 孫悟天             | ゲーム     |         |
| 親子ギャリック砲T                       | ベジータ           | ターブル           | ベジータ王         | ゲーム[30] | [注 10] |

## その他
牛魔王は亀仙人の弟子の中で唯一かめはめ波が使えない。これについて鳥山は「牛魔王は技というより力の方のタイプだし、ちょっと実力がともなわなかったからでしょうね」と答えている。
天津飯は気合いでかめはめ波を跳ね返したことがあり、「大小に関わらずかめはめ波自体が通用しない」と亀仙人に語られている。作中ではヤムチャのかめはめ波を跳ね返している。
アニメ『ドラゴンボール』最初期の放送に挿まれたコマーシャル「ドラゴンボールソーセージ」では、悟空が短く「かめはめ波!」と叫んでポーズをとるとソーセージのおまけである小型キャラクター人形が数多く放射状に飛び出すという演出があった。
日本国外での人気を受けて、ニュージーランドの首都ウェリントンのTSBバンク・アリーナで開催されている、SFとコミックの祭典「アルマゲドン・パルプ・カルチャー・エキスポ」では、2001年から「かめはめ波コンテスト」が毎年開催されている。参加者が実際にかめはめ波を出しているかのようなパフォーマンスをし、それを競う大会である。
中国語版（香港、台湾、中国大陸の3つのバージョン）では「亀波気功」と訳されており、漫画版では文字数の違いからコマの中の文字の配列が困難となっていた（後は「神亀衝撃波」との訳もあるが）。韓国では「エネルギー波（「에네르기파）」となっており、「かめはめ波」と文字数が合っている。
写真撮影で、一人が「かめはめ波」を出すポーズをとり、他の人がジャンプをしながらその衝撃を受けてふっとぶようなポーズをし、その瞬間を撮るジョーク写真が2013年ごろからSNSなどを通じ流行し始めた。遠くの相手に衝撃波でダメージを与える架空の超能力技の名前を取っており、「かめはめ波（KAMEHAMEHA）」以外にも類似の「マカンコウサッポウ」「ハドウケン」などさまざまな呼び名で呼ばれる。どれが最初であるかも判然とせず、ポーズもそれぞれの原作描写に忠実であるとは限らない。技を出す人を中心にし周囲が吹っ飛ぶ役を担当すれば、変わった集合写真のやり方にもなることで人気が高まった。
手話で「ドラゴンボール」を表現する時は「かめはめ波」を手で表現する。